# Corcuera (Romblon)
Corcuera ist eine philippinische Stadtgemeinde in der Provinz Romblon, in der Verwaltungsregion IV-B, Mimaropa. Sie hat 10.283 Einwohner (Zensus 1. August 2015). Sie wird als Gemeinde der fünften Einkommensklasse auf den Philippinen und als teilweise urbanisiert eingestuft.
Corcuera liegt im Norden der Provinz, auf der Insel Simara in der Sibuyan-See. Die Topographie der Insel wird durch flachwelliges Terrain gekennzeichnet.

## Baranggays
Die Gemeinde setzte sich 2011 aus 15 Barangays zusammen:
| - Alegria - Ambulong - Colongcolong - Gobon - Guintiguiban - Ilijan - Labnig - Mabini | - Mahaba - Mangansag - Poblacion - San Agustin - San Roque - San Vicente - Tacasan |

## Weblink
- Informationen der Philippine Statistics Authority über Corcuera